# سیبیل پکطروس‌اوغلو
سیبیل گاربیسی پکطروس‌اوغلو (ارمنی: Սիպիլ Գարբիսի Պէկթորոսօղլու؛ خوانده موسیقی پاپ ارمنی‌تبار اهل ترکیه است که با تک‌نام سیییل شناخته شده‌است. وی به مدت حدود بیست سال تک‌خوان و خواننده گروه کر در کلیسای حواری ارمنی بود.
پکطروس‌اوغلو در مقابل ویرانه‌های آنی در شرق ترکیه آواز خواند که از آن به عنوان شخصی خویش یاد کرد. وی همچنین در مراسم افتتاحیه بازی‌های پان‌ارمنی سال ۲۰۱۵ اجرا داشت.

## ابتدای زندگی
او در کورتولوش محله شیشیلی، استانبول از والدینی به‌نام‌های گارو و ماری به دنیا آمد.

## جوایز و افتخارات
پکطروس‌اوغلو در سال ۲۰۱۲ در جریان مراسم «جوایز موسیقی ارمنستان» که در مسکو روسیه برگزار شد، جایزه نخست بخش صدای جادویی را دریافت نمود. همچنین به خاطر مشارکت در بازی‌های پان ارمنی سال ۲۰۱۵ «مدال قدردانی» را از سرژ سارگسیان، رئیس‌جمهور ارمنستان دریافت نمود. همچنین مدال کومیتاس از سوی هرانوش هاکوبیان وزیر دیاسپورای ارمنستان و مدال طلا از تارون مارگاریان، شهردار ایروان به وی اعطا گردید. در جریان مراسم «جوایز موسیقی ارمنیان» که در لس آنجلس برگزار شد با اعطای جایزه «مأموریت ویژه برای ترویج و حمایت از موسیقی ارمنی در دیاسپورا» و همچنین جایزه «بهترین خواننده زن سال دیاسپورای ارمنی» از سیبیل مورد تجلیل قرار گرفت.